# Shenzhou
La Shenzhou (Cinese: 神舟; pinyin: Shén Zhōu) è la navicella spaziale della Repubblica Popolare Cinese che ha portato per la prima volta un astronauta cinese (detto anche "taikonauta") in orbita, il 15 ottobre del 2003 (Shenzhou 5).

## Storia
Lo sviluppo cominciò nel 1992, sotto il nome di Progetto 921-1. Al Programma Nazionale Cinese di volo spaziale umano fu dato il nome di Progetto 921. I piani originali prevedevano un lancio umano nell'ottobre del 1999.
I primi quattro voli di prova senza uomini a bordo si ebbero nel 1999, nel 2001 e nel 2002. Il secondo volo umano del Programma, Shenzhou 6, fu lanciato il 12 ottobre del 2005 tramite un vettore Lunga Marcia 2F dal Centro dal Jiuquan Satellite Launch Center.
Attualmente (novembre 2024) l'ultima missione della serie è Shenzou 19, lanciata il 29 ottobre 2024 verso la stazione spaziale cinese Tiangong con tre astronauti a bordo.
Il nome della navicella può essere tradotto come "Nave divina" o "Vascello divino", ma è anche un nome letterario della Cina pronunciato nella stessa maniera ("Terra divina").
In onore della navicella nel marzo 2005 un asteroide è stato nominato 8256 Shenzhou ed una nave stellare della serie Star Trek Discovery, pilotata da una comandante di origine orientale, porta lo stesso nome.

## Navicella spaziale Shenzhou
La navicella spaziale Shenzhou ricorda molto il Sojuz, anche se è sostanzialmente più grande, e differentemente dal Sojuz è dotata di un sistema autonomo di approvvigionamento energetico.
Le somiglianze tra Shenzhou e Sojuz sono parzialmente dovute al dover assecondare le basi del volo spaziale. Come i Sojuz, Shenzhou è composta da tre moduli: un modulo orbitale, una capsula di rientro dislocato in mezzo e in fondo il modulo di servizio. Questa configurazione è dovuta alla necessità di riportare il minor materiale possibile sulla Terra, in modo da semplificare le procedure di rientro.
Dati completi della navicella
- Massa totale: 7.840 kg
- Altezza: 9,25 m
- Diametro: 2,80 m

### Modulo orbitale
Il modulo orbitale contiene: spazio per gli esperimenti, materiale per l'equipaggio, spazio abitativo per la permanenza in orbita.
A differenza dei Sojuz, il modulo orbitale Shenzhou è anche equipaggiato con un proprio sistema di propulsione e controllo che permette un volo autonomo. È così possibile lasciare il modulo orbitale in orbita per riagganciarlo con un'altra navicella in un secondo momento.
In un futuro è previsto di utilizzare i moduli orbitali per l'assemblaggio di una stazione spaziale.
Nei voli di test senza equipaggio, i moduli orbitali di ogni Shenzhou vennero lasciati funzionanti in orbita per alcuni giorni dopo la fine della missione. Il modulo orbitale di Shenzhou 5 rimase operativo per addirittura sei mesi dopo il lancio.
Dati del modulo orbitale.
- Vita operativa: 200 giorni.
- Lunghezza: 2,80 m.
- Diametro alla base: 2,25 m.
- Massimo diametro: 2,25 m.
- Volume abitabile: 8,00 m³.
- Massa: 1.500 kg.
- RCS Numero × Potenza: 16 × 5 N.
- RCS Propellente: Idrazina.
- Sistemi elettrici: pannelli solari, 12,24 m².
- Sistemi elettrici: 1,20 kWh.

### Modulo di rientro
Il modulo di rientro è localizzato nella sezione di metà della navicella spaziale e contiene i seggiolini dell'equipaggio. Questa è l'unica porzione della navicella Shenzhou che ritorna sulla superficie della Terra. La sua forma è il risultato del compromesso tra il maggiore spazio vivibile e i controlli aerodinamici usati nella fase di rientro.
Dati del modulo di rientro.
- Equipaggio: 3 persone.
- Vita operativa: 20 giorni.
- Lunghezza: 2,50 m.
- Diametro alla base: 2,52 m.
- Massimo diametro: 2,52 m.
- Volume abitabile: 6,00 m³.
- Massa: 3.240 kg.
- Massa dello scudo termico: 450 kg
- RCS Numero × Potenza: 8 × 150 N.
- RCS Propellente: Idrazina.

### Modulo di servizio
Il modulo di servizio contiene il supporto vitale per l'equipaggio e gli altri equipaggiamenti richiesti per il corretto funzionamento di Shenzhou. Due paia di pannelli solari, un paio nel modulo di servizio, l'altro paio sul modulo orbitale, portano l'area totale sopra i 40 m², sufficienti per un approvvigionamento elettrico superiore a 1,5 kW (A titolo di esempio il Sojuz arrivava a 1,0 kW).
Dati del modulo di servizio.
- Vita operativa: 20 giorni.
- Lunghezza: 2,94 m.
- Diametro alla base: 2,50 m.
- Massimo diametro: 2,80 m.
- Massa: 3.000 kg (6,600 lb).
- RCS Numero × Potenza: 8 × 150 N.
- RCS Propellente: N2O4/MMH, sistema unificato con il motore principale.
- Motore principale: 4 × 2500 N.
- Potenza motore principale: 10.000 kN.
- Propellente del motore principale: N204/MMH.
- propellente del motore principale: 1.000 kg.
- Sistema elettrico: pannelli solari, 24,48 + 12,24 m², 36,72 m² totale.
- Sistema elettrico: 1,00 kW di media.
- Sistema elettrico: 2,40 kWh.

## Missioni effettuate
- Shenzhou 1 - 19 novembre 1999 - Test di volo senza equipaggio
- Shenzhou 2 - 9 gennaio 2001 - Test con animali vivi
- Shenzhou 3 - 25 marzo 2002 - Test con un manichino
- Shenzhou 4 - 29 dicembre 2002 - Test con un manichino, effettuati alcuni esperimenti scientifici
- Shenzhou 5 - 15 ottobre 2003 - 14 orbite con a bordo Yang Liwei
- Shenzhou 6 - 12 ottobre 2005, Missione di 5 giorni con a bordo Fei Junlong e Niè Hǎishèng
- Shenzhou 7 - 25 settembre 2008 - Equipaggio di tre uomini Zhai Zhigang, Liu Boming, Jing Haipeng; l'obbiettivo principale della missione consiste nella passeggiata spaziale del comandante Zhai Zhigang
- Shenzhou 8 - 31 ottobre 2011 - Test senza equipaggio per effettuare delle prove di docking con la stazione spaziale Tiangong 1
- Shenzhou 9 - 16 giugno 2012 - Equipaggio di 3 persone, rendezvous pilotato con conseguente aggancio con il modulo spaziale Tiangong 1
- Shenzhou 10 - 11 giugno 2013 - Equipaggio di 3 persone, rendez-vous e aggancio con la stazione spaziale Tiangong 1
- Shenzhou 11 - 18 ottobre 2016 - Equipaggio di 2 persone, rendez-vous e aggancio con la stazione spaziale Tiangong 2

...
- Shenzhou 19 - 29 ottobre 2024 - Equipaggio di 3 persone, diretto alla nuova stazione spaziale Tiangong, in orbita dal 2021, dopo il deorbitamento delle Tiangong 1 e Tiangong 2